# Алкмеон Кротонський
Алкмеон Кротонський (Alkmaion) — давньогрецький філософ та теоретик медицини. Жив у V ст. до н. е. Можливо був учнем Піфагора. Автор першого давньогрецького медичного трактату.

## Медичні погляди
Алкмеон вважав джерелом свідомості мозок, а не серце, як його сучасники.
Спираючись на розтини тварин і на спостереження захворювань мозку він відкрив головні нервові шляхи, які він, як і Аристотель, називає «ходами» або «каналами», їх шляхи і закінчення у головному мозку.
У ряді своїх праць Алкмеон писав про розвиток зародку в лоні матері.
Алкмеон відомий у історії психології як засновник принципу нервізму. Він першим пов'язав психіку з роботою головного мозку і нервовою системою загалом.
Життєдіяльність організму Алкмеон пов'язував з кровообігом. Він вважав, що приток крові в жили спричинює пробудження, відтік крові від жил — до сну, а повний відтік — до смерті. Загальний же стан організму визначається співвідношенням чотирьох стихій: води, землі, повітря і вогню, які є будівельним матеріалом для тіла. Правильна координація, рівновага, гармонія цих чотирьох елементів забезпечує фізичне здоров'я людини і добрий душевний стан. Порушення цієї рівноваги веде до хвороб. Рівновага і гармонія стихій залежить від їжі, кліматичних та географічних умов, від особливостей організму людини.
На ідеї Алкмеона спирається вся медицина Гіппократа.